# Paul Priem
Paul Priem (Tours, 21 februari 1918 - Ieper, 16 augustus 2012) was een Belgisch politicus en burgemeester van Zonnebeke.

## Biografie
Hij was de zoon van Emiel Priem (1870-1931), burgemeester van Zonnebeke van 1921 tot 1931. De boerderij van de familie Priem was gelegen in de Albertstraat nabij de plek waar na de Eerste Wereldoorlog het Tyne Cot Cemetery tot stand kwam.
Paul Priem, die vrijgezel bleef, werd burgemeester van de gemeente in 1958. Hij bleef meerdere bestuursperioden burgemeester, ook na de gemeentelijke fusies van 1977 en tot 1982. 
Na zijn dood werd het bedrijventerrein "Priemgoed" aan de Albertstraat naar hem genoemd.